# 泉大津市
泉大津市（日语：／ Izumiōtsu shi */?）是位於日本大阪府中南部（泉北地域）的行政區劃，西臨大阪灣，沿海區域屬於堺泉北臨海工業地帶，主要以物流業倉庫為主。此外由於過去本地為和泉棉花的集散地，後逐漸發展出纖維相關工業，現本地出要產業為被子。
「泉大津」之名來自于過去這裡是和泉国国府的外港（國津）。

## 人口
| 泉大津市人口分布圖 |                                                 |  |
| 泉大津市與日本全國年齡別人口分布比較圖 （2005年資料） | 泉大津市的年齡、男女別人口分布圖 （2005年資料） |  |
| ■紫色是泉大津市 ■綠色是全国 | ■藍色是男性 ■紅色是女性                         |  |
| 泉大津市人口變化 \| 1970年 \| 59,437人 \| \| \| 1975年 \| 66,250人 \| \| \| 1980年 \| 67,474人 \| \| \| 1985年 \| 67,755人 \| \| \| 1990年 \| 67,035人 \| \| \| 1995年 \| 68,842人 \| \| \| 2000年 \| 75,091人 \| \| \| 2005年 \| 77,673人 \| \| \| 2010年 \| 77,548人 \| \| \| 2015年 \| 75,897人 \| \| \| 2020年 \| 74,412人 \| \| |                                                 |  |
| 資料來源：日本總務省統計中心提供之人口普查數據 |                                                 |  |
| 1970年 | 59,437人                                        |  |
| 1975年 | 66,250人                                        |  |
| 1980年 | 67,474人                                        |  |
| 1985年 | 67,755人                                        |  |
| 1990年 | 67,035人                                        |  |
| 1995年 | 68,842人                                        |  |
| 2000年 | 75,091人                                        |  |
| 2005年 | 77,673人                                        |  |
| 2010年 | 77,548人                                        |  |
| 2015年 | 75,897人                                        |  |
| 2020年 | 74,412人                                        |  |

## 歷史
過去本地屬於和泉國和泉郡，「大津」的地名最早出現於奈良時代，鎌倉時代在此曾建有大津城（眞鍋城）。
江戶時代在和泉國曾大規模的栽種綿花，由於本地為當時和全國主要的港口，和泉國的棉花都會運往此在以船隻送往大坂或堺，也由於成為棉花的集散地，開始發展出棉花相關加工產業，在江戶時代就曾生產真田紐，明治時代後則開始生產被子。
現在的轄區在江戶時代大多為一橋德川家的領地，明治維新後被劃入堺縣，1881年隨著堺縣被併入大阪府。1889年實施町村制時，分屬大津村、穴師村、上條村三個行政區劃；大津村於1915年改制為大津町，1931年併入穴師村和上條村，再於1942年改制為市，但因為當時在滋賀縣已經有大津市，在市級行政區劃名稱不重複的原則下，決定冠上和泉國的「泉」，成為泉大津市。
改制為市時的轄區面積僅8.2平方公里，但隨著沿海地區不斷填海造陸作為工業區使用，現面積已擴張至13.49平方公里。

### 變遷表
| 1889年4月1日 | 1889年 - 1926年     | 1926年 - 1944年          | 1926年 - 1944年       | 1945年 - 1954年       | 1955年 - 1988年       | 1989年 - 现在         | 现在                  |
| ------------ | ------------------- | ------------------------ | --------------------- | --------------------- | --------------------- | --------------------- | --------------------- |
| 大津村       | 1915年4月1日 大津町 | 1915年4月1日 大津町      | 1942年4月1日 泉大津市 | 1942年4月1日 泉大津市 | 1942年4月1日 泉大津市 | 1942年4月1日 泉大津市 | 1942年4月1日 泉大津市 |
| 上条村       | 上条村              | 1931年8月20日 并入大津町 | 1942年4月1日 泉大津市 | 1942年4月1日 泉大津市 | 1942年4月1日 泉大津市 | 1942年4月1日 泉大津市 | 1942年4月1日 泉大津市 |
| 穴师村       |                     | 1931年8月20日 并入大津町 | 1942年4月1日 泉大津市 | 1942年4月1日 泉大津市 | 1942年4月1日 泉大津市 | 1942年4月1日 泉大津市 | 1942年4月1日 泉大津市 |

## 交通
南海本線泉大津車站自轄區中間以南北向通過，市區內主要車站為南海電氣鐵道；西日本旅客鐵道阪和線也從轄區東側和和泉市交界處通過，雖然未在轄內設有車站，但由於位於和泉市境內的和泉府中車站距離泉大津市僅有200公尺，也成為市內主要使用的鐵路車站之一。

### 鐵路
- 南海電氣鐵道
  -  南海本線：（←高石市） - 北助松車站 - 松之濱車站 - 泉大津車站 - （忠岡町→）

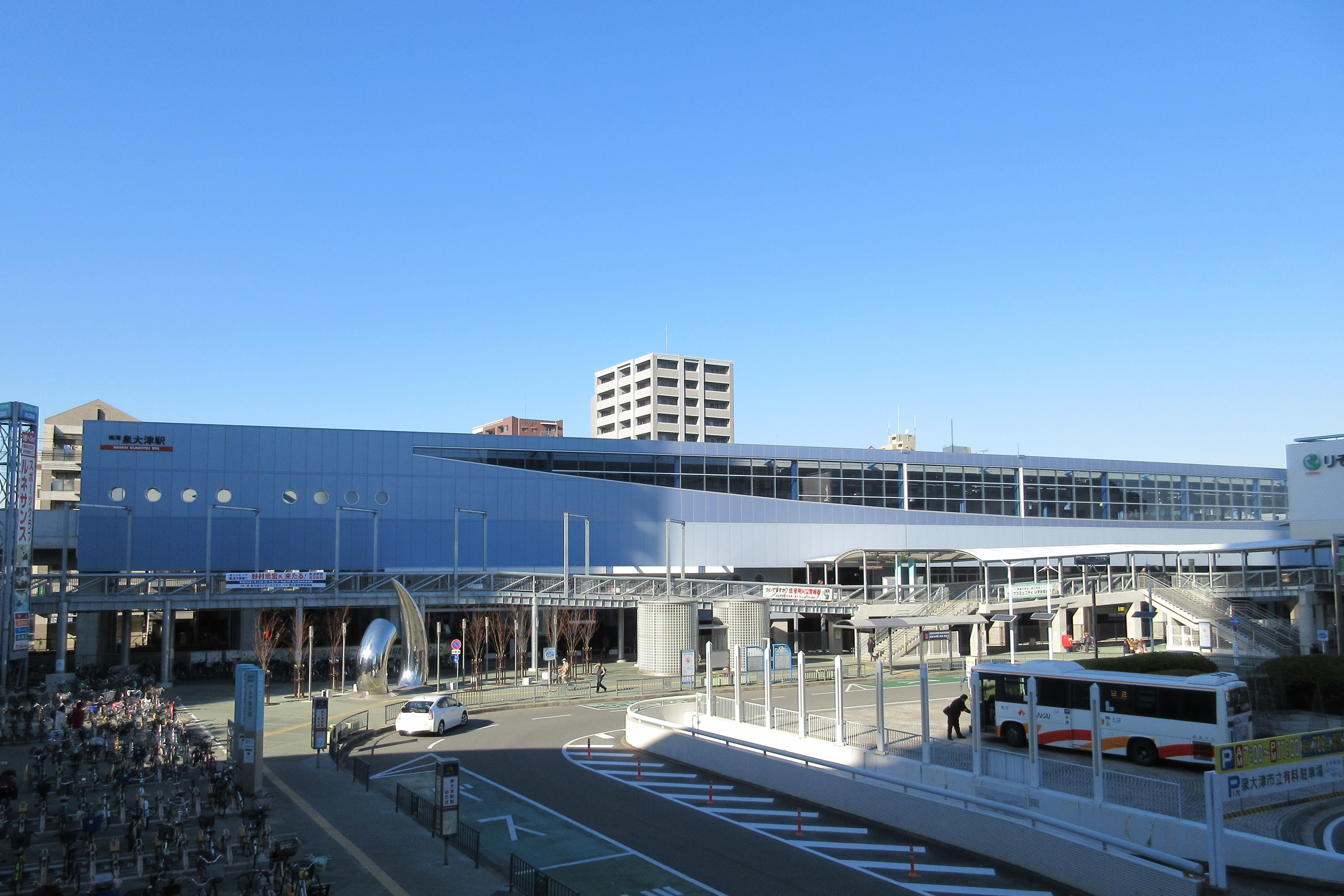
泉大津車站
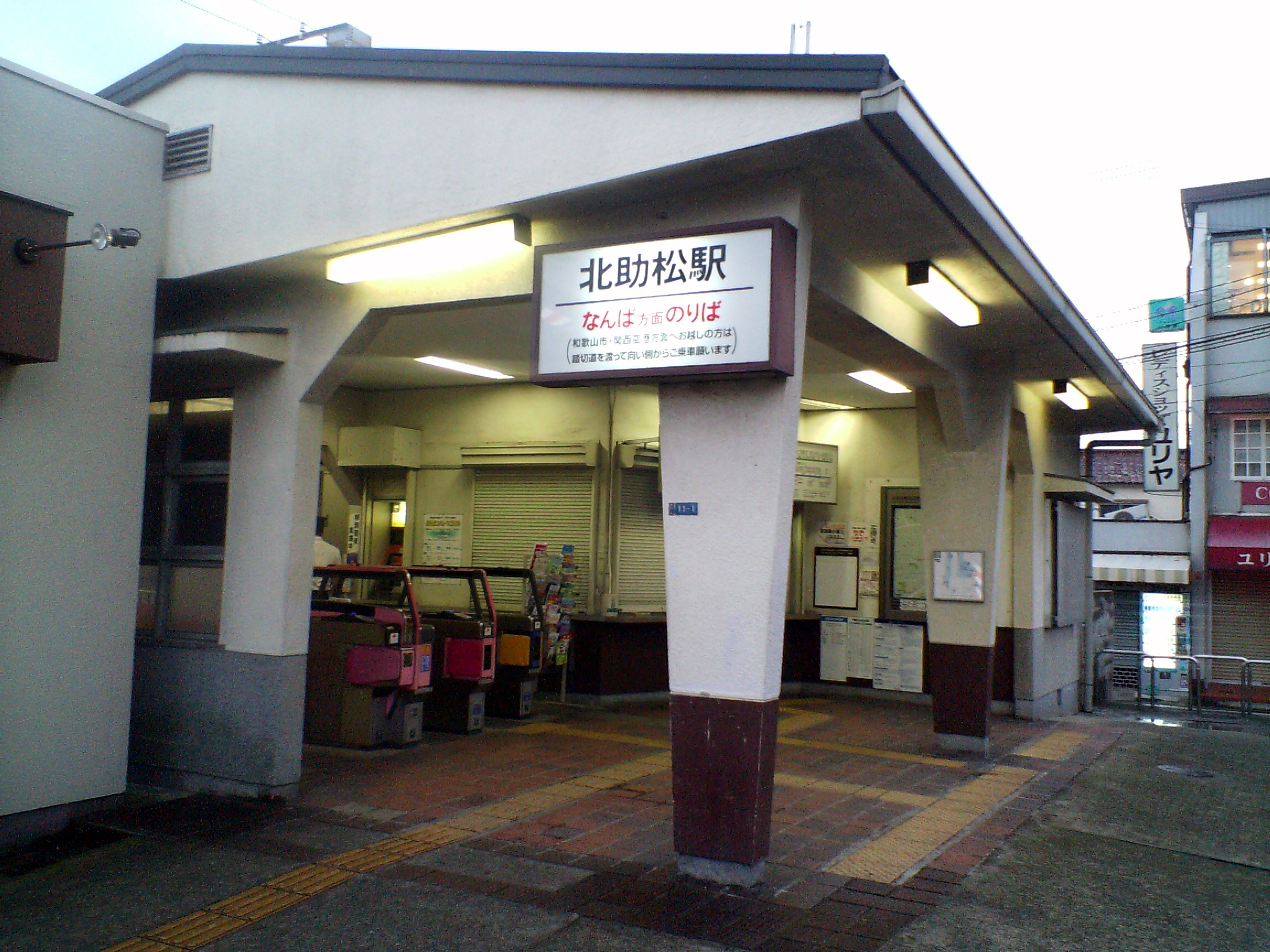
北助松車站

## 姊妹、友好城市

### 日本
- 知多市（愛知縣）

### 海外
- 吉朗（澳大利亚維多利亞州）
- 光陽市（韓國全羅南道）

## 本地出身之名人
- 尾崎行雄：棒球選手

## 外部連結
- （日語） 泉大津市的Facebook專頁